# Heliacus asteleformis
Heliacus asteleformis is een slakkensoort uit de familie van de Architectonicidae. De wetenschappelijke naam van de soort is voor het eerst geldig gepubliceerd in 1965 door Powell.